# Émile Dossin de Saint-Georges
Émile Jean Henri Dossin, né à Liège le 18 juillet 1854 et décédé à Ixelles le 18 janvier 1936 est un lieutenant-général et un héros de la Première Guerre mondiale. Il s'illustra à Saint-Georges, près de Nieuport. Anobli, fait baron, il en portera la particule (de Saint-Georges). La caserne de Malines porte son nom depuis 1936.
Le 15 avril 1893, il épouse Émilie Delfosse (1870-1953). Le 18 août 1926, leur fille, Renée (1894-1972) épouse Paul Van Zeeland qui sera Premier ministre de 1935 à 1937.

## Carrière militaire
En  1908, il est commandant en second de l'École de guerre.  En 1912, il est directeur-général du  cabinet du ministre de la Guerre. En, 1913, il commande la 18e  brigade mixte puis en 1914 la 2e division d'armée. De 1915 à  1919, il est l'envoyé militaire du gouvernement belge au Havre Sainte-Adresse. Il termine sa carrière avec le grade de lieutenant-général de l'infanterie. Il s'illustra particulièrement lors de la retraite d'Anvers et lors de la bataille de Saint-Georges.

### L'inondation de la plaine de l'Yser
En octobre 1914, l'éclusier Henri Geeraert suggèra à l'état-major un moyen d'inonder la plaine pour stopper définitivement l'avancée de l'Armée allemande. Il s'agissait d'ouvrir des vannes des écluses à marée montante et de les refermer à marée descendante. Du fait du déséquilibre des effectifs en présence, constatant que la ligne de défense ne pourrait tenir indéfiniment, le roi Albert Ier de Belgique approuva l'opération qui fut menée par les hommes d'Émile Dossin de Saint-Georges.

## Reconnaissances

### Distinctions
- Émile Dossin de Saint-Georges peut adjoindre de Saint-Georges (nom d'une bataille de la première guerre mondiale où il commandait en chef) à son nom, le 22 novembre 1932.  Il obtint du roi Albert Ier le 10 janvier 1934 une concession de noblesse et le titre de baron.
- Armes : de gueules à la fasce ondée d'argent, accompagnée en chef de trois épées rangées d'argent, garnies d'or, posées en pal, et en pointe d'un Saint-Georges (à cheval) d'or, terrassant un dragon du même.
- L'écu surmonté, pour le titulaire, d'une couronne de baron, et tenu par deux chevaliers armés de toutes pièces, la visière levée, le visage de carnation, tenant une épée abaissée d'argent, garnie d'or. Pour les autres descendants, surmonté d'un heaume d'argent, couronné, grillé et colleté d'or, fourré et attaché de gueules, aux lambrequins de gueules et d'or.
- Cimier : un dextrochère armé d'argent.
- Devise : « Sers l'honneur » d'or sur un listel de gueules.
- Officier de l'ordre de Léopold avec Palme
- Commandeur de l'ordre de la Couronne
- Croix de guerre 1914-1918 avec Palme
- Médaille de l'Yser
- Médaille belge commémorative de la guerre 1914-1918
- Médaille de la Victoire
- Croix militaire de 1re classe
- Médaille commémorative du règne du roi Léopold II
- Médaille commémorative du centenaire de l'indépendance nationale
- Commandeur de l'ordre de l'Empire britannique
- Commandeur de l'ordre d'Orange-Nassau pour s'être occupé du problème des soldats et  officiers belges internés dans les camps comme Harderwijk, Urk (Flevoland) et le fort de Wierickerschans à Bodegraven et Zwolle en Hollande, alors pays neutre.
- Officier de l'ordre de l'Étoile de Roumanie.

### Hommages

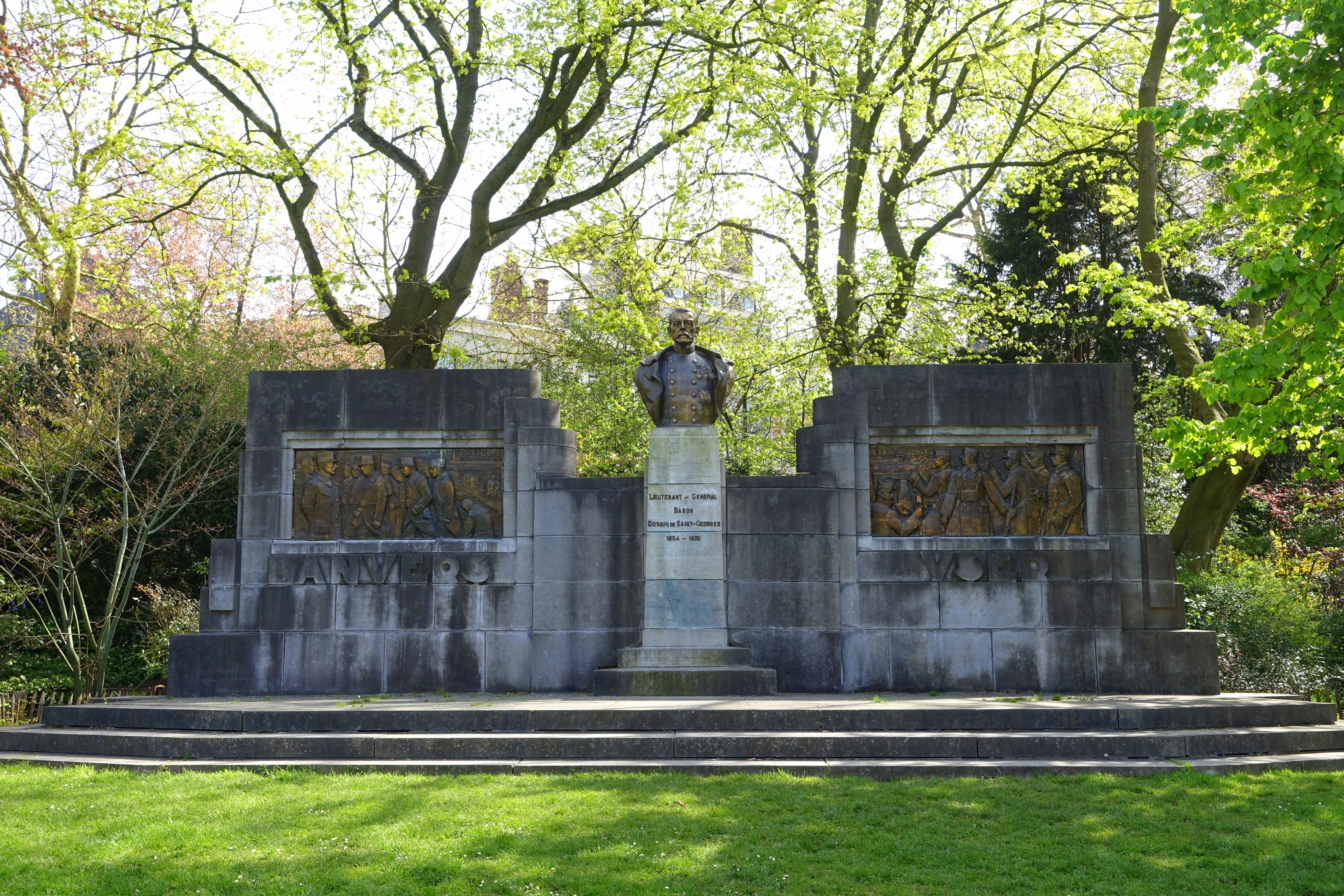
Le monument Émile Dossin de Saint-Georges à Ixelles.

- Un monument en son honneur fut inauguré en 1938, square de la Croix-Rouge à Ixelles. Il fut conçu par l'architecte François Malfait, le buste du général est réalisé par Eugène J. de Bremaecker. Deux bas-reliefs représentant la retraite lors du siège d'Anvers (1914) et la bataille de Saint-Georges sont dus aux sculpteurs Julien Berchmans et Lucien Hoffman[1].
- Une avenue porte son nom à Ixelles, Avenue Général Dossin de Saint-Georges
- La caserne d'infanterie de Malines qui héberge 2400 soldats [2], est rebaptisée Dossin en 1936. Mais à l'occupation allemande, elle devient la tristement célèbre caserne Dossin de regroupement et de déportation des juifs lors de la Seconde Guerre mondiale[3]. C'est le musée Kazerne Dossin.